# UFC Fight Night: Lewis vs. Browne
UFC Fight Night: Lewis vs. Browne var en MMA-gala som arrangerades av Ultimate Fighting Championship och ägde rum 19 februari 2017 i Halifax i Kanada. 

## Resultat
1. ↑  Catchweight 139,5 lbs.[2]